# Сингапурская кошка
Сингапу́рская ко́шка (другое название сингапура) — порода короткошёрстных кошек небольшого размера и восточного типа, с гладкой шерстью, имеющая характерный только для этой породы золотисто-кремовый окрас. 
Сингапурская кошка весит от 2 до 3 кг, характерный породный окрас у котят появляется к 6 месяцам, а цвет глаз у сингапуры формируется к полутора годам.

## История
Сингапурские кошки ведут своё происхождение от уличных кошек из Юго-Восточной Азии, а точнее — из города-государства Сингапур.
За пределами своей родины эти кошки впервые стали известны в США в 70-х годах XX века. Основателями породы считаются Хэл и Томми Мидоу, которые привезли этих кошек из Юго-Восточной Азии, решив заняться целенаправленным разведением на основе аборигенных азиатских кошек. В 1980 году заводчица Барбара Гилбертсон, заинтересовавшаяся этими кошками, привезла в США еще двух особей из Сингапура, имевших в окрасе коричневый тикинг. Импорт аборигенных кошек продолжался еще несколько лет, постепенно увеличивая поголовье сингапур в США.
Сингапурские кошки впервые были представлены на выставке в 1976 году. В 1987 кошки из США впервые были представлены в Европе, в Бельгии.
В начале 80-х годов в США проводилась программа тестовых спариваний сингапурских кошек с сиамскими, бирманскими, абиссинскими и котами голубого окраса различных пород для определения точного генотипа животных и выявления носителей однотонного, не тикированного окраса. В результате этих исследований стало точно известно, что генетический код окраса для сингапуры должен быть: AA BB cbcb DD ii TaTa. С 90-х годов порода разводится как закрытая, примешивание других пород недопустимо.
Первой эту породу признала фелинологическая федерация TICA в 1979 году, а в 1982 году — американская фелинологическая федерация CFA. Чуть позднее порода была признана Всемирной федерацией кошек. При этом федерация FIFe не признаёт данную породу.
В 1991 году правительство Сингапура объявило представителей этой породы «живым национальным памятником».

## Внешность
Сингапуры являются одними из самых мелких официально признанных кошек (статус самых мелких, который раньше принадлежал им, теперь получили кошки породы Скиф-той-боб). Взрослая кошка в среднем весит около 2 килограммов, кот — от 2,5 до 3 килограммов.
Основной особенностью внешности сингапурских кошек является их окрас, описание которого в судейской оценке на выставке может занимать до половины всего описания выставляющегося животного. Характерный окрас сепия агути представляет собой тёмно-коричневый тикинг на светлом тёплом окрасе цвета слоновой кости. При этом каждый волос шерсти должен иметь как минимум две зоны тёмного тикинга, разделённых более светлыми участками. У кожи цвет волоса всегда светлее, а на кончике — темнее. Морда, подбородок, грудь и живот светлее основного цвета животного и имеют окрас цвета небелёного муслина. Обводка глаз и губы подчёркнуты тонким тёмным контуром.

### СтандартWCF
Сингапурская кошка должна иметь маленькое, компактное и крепкое тело, округлую грудную клетку; спина должна быть слегка дугообразно изогнутой. Конечности должны иметь среднюю длину, быть заметно мускулистыми, равномерно сужающимися к маленьким овальным лапам. У кошки должен быть тонкий хвост средней длины со слегка округлым кончиком. Череп сингапуры должен быть округлым, с короткой, широкой, чётко очерченной мордочкой. Профиль — с небольшим переходом ниже уровня глаз. Кошка этой породы должна иметь очень большие уши, широкие у основания, со слегка округлыми кончиками и светлыми «щёточками», среднего постава, слегка наклонённые вперёд. Глаза сингапуры округлые, очень большие, широко расставленные (на расстоянии не менее ширины одного глаза); цвет глаз — от жёлто-зелёного до жёлтого и орехового.
Шерсть сингапурской кошки должна быть короткой, тонкой, густой, прилегающей. Признаётся только окрас «сепия агути». Основной тон — цвета слоновой кости, тикинг тёплого коричневого оттенка. Двойной, предпочтительнее тройной тикинг на каждом волоске. На корпусе тикинг равномерный, без рисунка. Вдоль позвоночника должен быть виден «ремень», кончик хвоста и пятки должны быть окрашены в цвет тикинга. Грудь и живот должны иметь цвет основного тона, без тикинга. На внутренней стороне конечностей допустимы легкие полосы. Цвет мочки носа должен быть лососевым, обводка — чёрно-коричневой. Подушечки лап должны иметь чёрно-коричневый цвет.

## Характер
Характер у сингапурских кошек ласковый, очень активный. Животные сохраняют игривость и подвижность на протяжении всей жизни. Эти кошки полностью лишены агрессии к человеку и другим животным.
Сингапуры очень привязчивы к человеку и собратьям, тяжело переживают одиночество, тем более, если до этого находились в постоянной компании. Ищут общества хозяина в любых обстоятельствах, иногда бывая навязчивыми, могут настойчиво лезть на руки и добиваться ласки.
Умны, могут легко обучаться командам и играм, умеют находить себе занятия и сами. Склонны к лазанью и активным прыжкам, не боятся воды.